# 中村雅真
中村 雅真（なかむら がしん/まさざね、1854年4月22日（嘉永7年3月25日） - 1943年（昭和18年）2月21日）は、明治から昭和時代戦前の政治家。貴族院多額納税者議員、奈良県添上郡奈良町長。

## 経歴
大和国添上郡奈良西御門町（現奈良市西御門町）で、中村尭円の二男として生まれ、1886年（明治19年）家督を相続する。
亡き父の後を受けて興福寺に仕え、維新後は信徒総代として会計監督に任じた。1873年（明治6年）以降、鳴川町小学校訓導、大和国一大区一小区副戸長、奈良役所部内第一連合戸長などを務めた。
1884年（明治17年）大阪府会議員に当選。1887年（明治20年）大阪府から奈良県が独立し第1回奈良県会議員に当選。1889年（明治22年）奈良町長に就任した。ほか、奈良帝室博物館学芸委員を務めた。
1890年（明治23年）に奈良県多額納税者として貴族院議員に互選され、同年9月29日から1897年（明治30年）9月28日まで務めた。1926年（大正15年）隠退した。
本宅は奈良市登大路町にあったが、同市山ノ上町の別邸で死去した。興福寺の復興に尽くしたことから、告別式は同寺本坊で寺葬として執り行われた。

## 親族
- 弟 嘉納治兵衛 (7代)（実業家）[4]